# تقسیم‌کننده فاز

یک تقسیم‌کننده فاز BJT

تقسیم‌کننده فاز وسیله‌ای است که از یک سیگنال الکتریکی ورودی، دو سیگنال هم‌اندازه ولی با اختلاف فاز متفاوت می‌سازد.
این اصطلاح بیشتر در مورد تقویت‌کننده‌ها که دو خروجی ولتاژ «متعادل» را تولید می‌کنند، یعنی: دامنه مساوی اما قطب مخالف (یعنی اختلاف فاز ۱۸۰ درجه)، ولی گاهی برای تولید سیگنال‌های متعامد (یعنی اختلاف ۹۰ درجه) استفاده می‌شود. این اصطلاح در مدارهای منطقی برای تولید خروجی‌های مکمل مورد استفاده قرار نمی‌گیرد و همچنین در تقویت‌کننده‌های تفاضلی که دارای ورودی و خروجی متعادل هستند، کاربرد ندارد.

## روش‌ها
- با استفاده از یک تقویت‌کننده وارونگر که یک کپی معکوس از سیگنال ورودی خود می‌سازد.
- یک تقویت‌کننده تفاضلی[۲]
- استفاده از ترانسفورماتوری با دو سیم‌پیچ ثانویه با تعداد دور مساوی (اغلب با یک طبقه تقویت‌کننده برای راه‌اندازی اولیه).

## کاربردها
- راه‌اندازی یک تقویت‌کننده در یک همبندی (به انگلیسی: topology) متعادل، مانند پوش‌پول یا پل اِچ.
- راه‌اندازی خطوط انتقال متوازن یا کابل‌های صوتی متوازن؛
- تأمین ولتاژ در یک اسیلوسکوپ به جفتِ صفحات انحراف در لامپ پرتوی کاتودی سی آر تی؛.
- تولید سیگنال‌های فازمقابل مورد استفاده در برخی از طراحی‌های فیلتر، مانند فیلتر تمام‌گذر برای تقریب سیگنال‌های عمودبرهم مورد استفاده در تولید سیگنال اس‌اس‌بی یا رمزگشاهای قدیمیِ صدای چهارسویه.